# تئاتر جان گلدن
تئاتر جان گلدن (انگلیسی: John Golden Theatre) یک سالن تئاتر متعلق به سازمان شوبرت در شهر نیویورک، آمریکا است.
این تئاتر که در سال ۱۹۲۷ تأسیس شده در منطقه تئاتر برادوی قرار دارد و دارای ۸۰۴ نفر ظرفیت است.

## نگارخانه

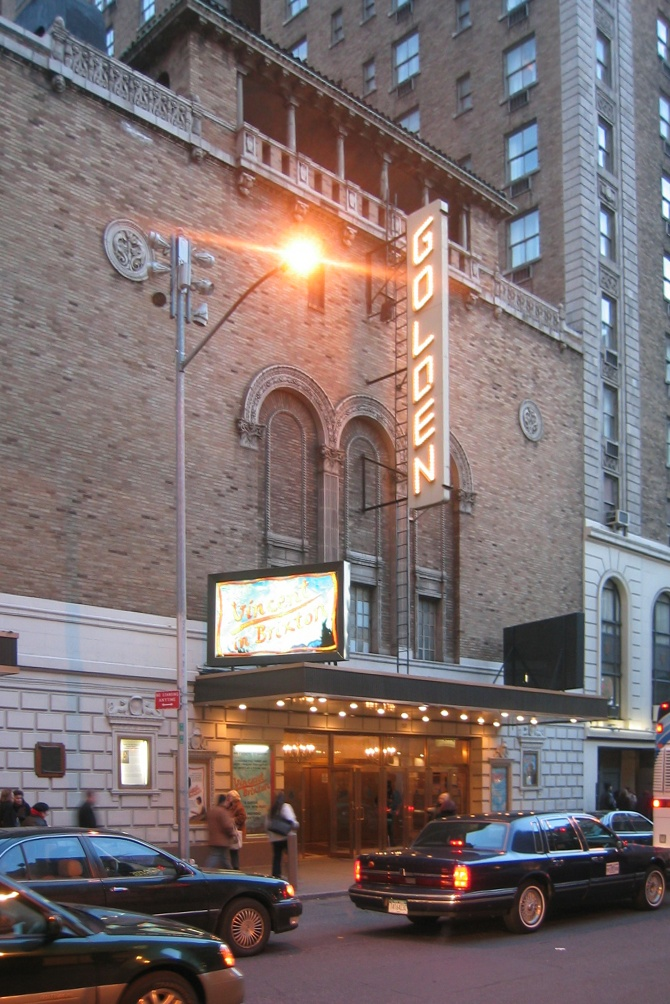
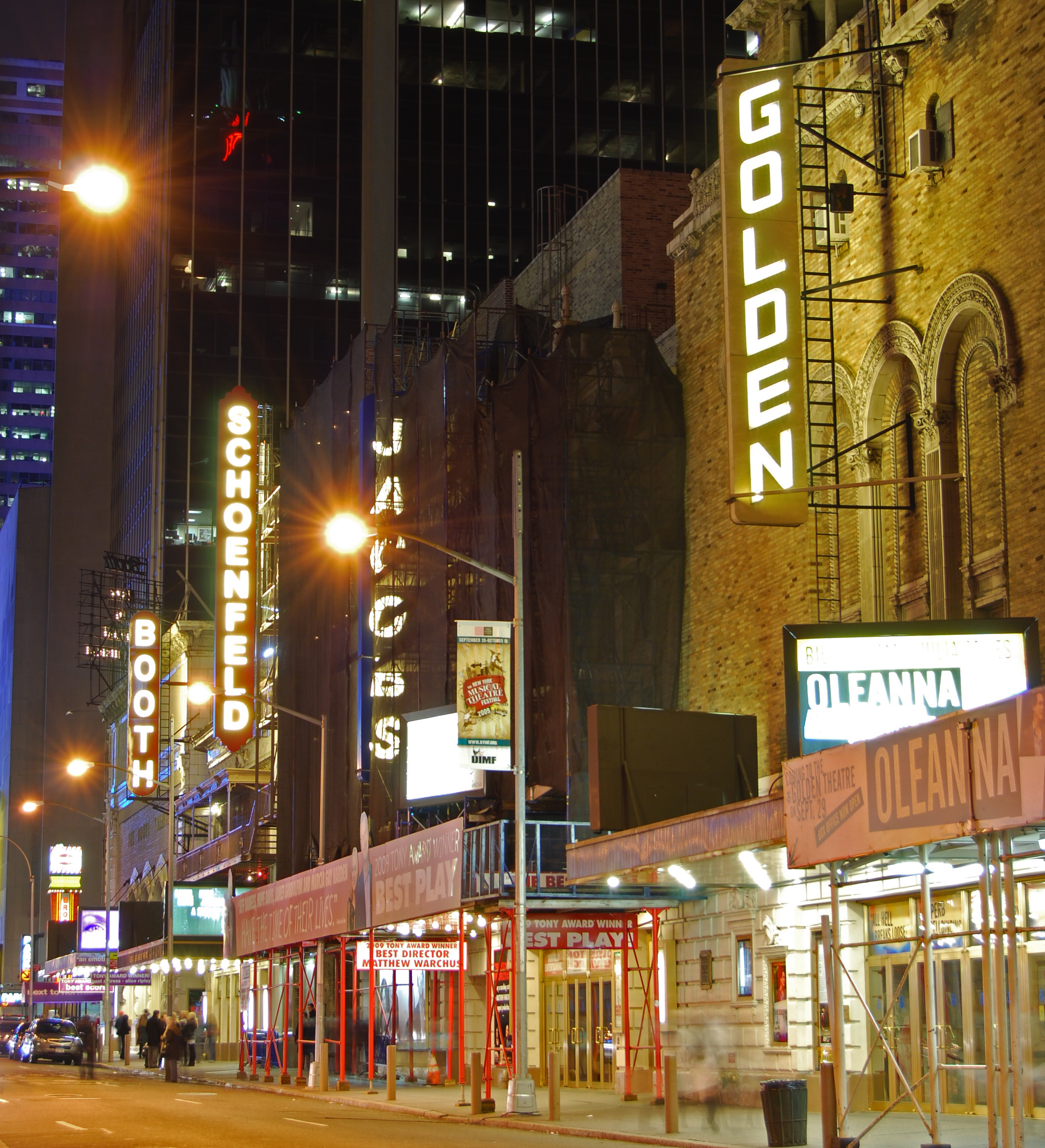
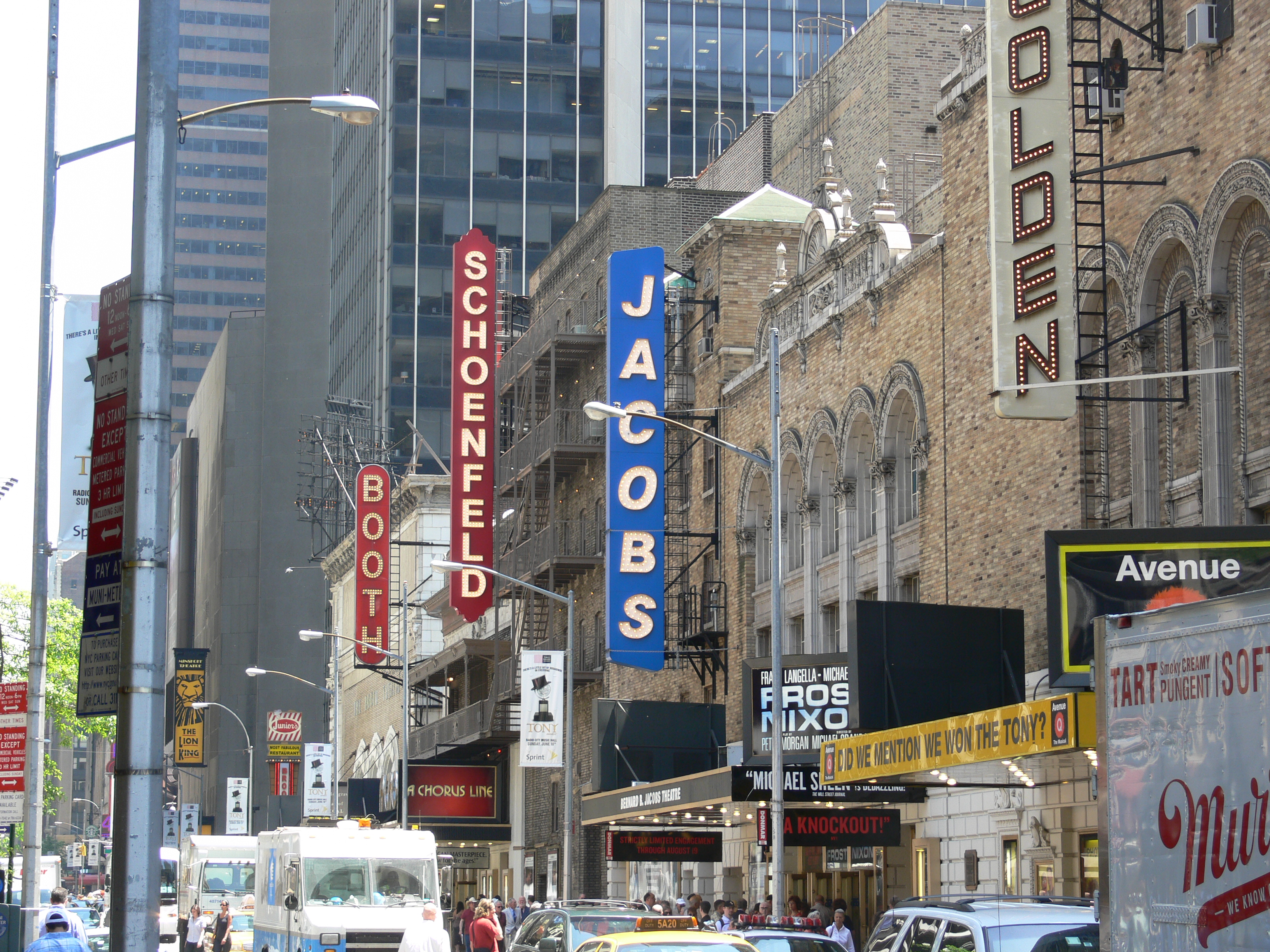